# Степан Кольчугін
«Степан Кольчугін» — радянський чорно-білий художній фільм 1957 року, знятий режисером Тамарою Родіоновою на кіностудії «Ленфільм» за першою частиною однойменного роману Василя Гроссмана. 

## Сюжет
Дія фільму відбувається в шахтарському селищі Юзівці напередодні 1905 року. Підліток Стьопка, поступивши на шахту, дізнається про існування революційного підпілля і включається в його боротьбу.

## У ролях
- Сергій Подмайстєрьєв — Степан Кольчугін
- Ніна Мамаєва — Ольга Іванівна
- Юліан Панич — Кузьма
- Людмила Макарова — Нюшка
- Ніна Нікітіна — Марфа Романенкова
- Герман Хованов — Платон
- Олександр Чекаєвський — дід Кошелєв/Степан Кольчугін-дорослий
- Леонід Рахленко — Бахмутський
- Микола Тимофєєв — Звонков
- Аркадій Трусов — Афанасій Кузьмич
- Павло Панков — лікар
- Пантелеймон Кримов — кучерявий забійник
- Ольга Казіко — тітка в поїзді
- Андрій Костричкін — касир
- Микола Кузьмін — околодочний, чоловік Мані
- Леонід Львов — Сергій, син лікаря
- Ірина Радченко — Марія Дмитрівна, дружина лікаря
- Віктор Гераскін — Сидоренко
- Віктор Чекмарьов — Андрій Андрійович
- Анна Заржицька — Маня
- Михайло Пуговкін — забійник
- Олександр Суснін — Петренко, драгун
- Олексій Образцов — революціонер
- Герман Орлов — забійник
- Михайло Шифман — аптекар
- Володимир Волчик — Шнейдер
- Лев Лобов — Мостовой
- Наталія Вербініна — Наталія, служниця лікаря
- Людмила Касьянова — курсистка в поїзді
- Арнольд Курбатов — революціонер
- Микола Гаврилов — Нюшкін
- Валентина Романова — дружина Андрія Андрійовича
- Ігор Боголюбов — шинкар
- Георгій Гумільовський — епізод
- Сергій Голубєв — командир
- Георгій Мочалов — безногий матрос
- Лідія Малюкова — матір
- Ігор Михайлов — жандармський офіцер
- Юрій Родіонов — епізод

## Знімальна група
- Режисер — Тамара Родіонова
- Сценарист — Сократ Кара-Демур
- Оператор — Генріх Маранджян
- Композитор — Надія Симонян
- Художник — Ігор Вускович